# ديمة (بشت أربابا)
دیمة (بالفارسية: دیمه) هي قرية تقع في إيران في قسم بشت أربابا الريفي. يقدر عدد سكانها بـ 31 نسمة بحسب إحصاء 2016.